# Norman Foster (architecte)
Pour les articles homonymes, voir Foster et Norman Foster.

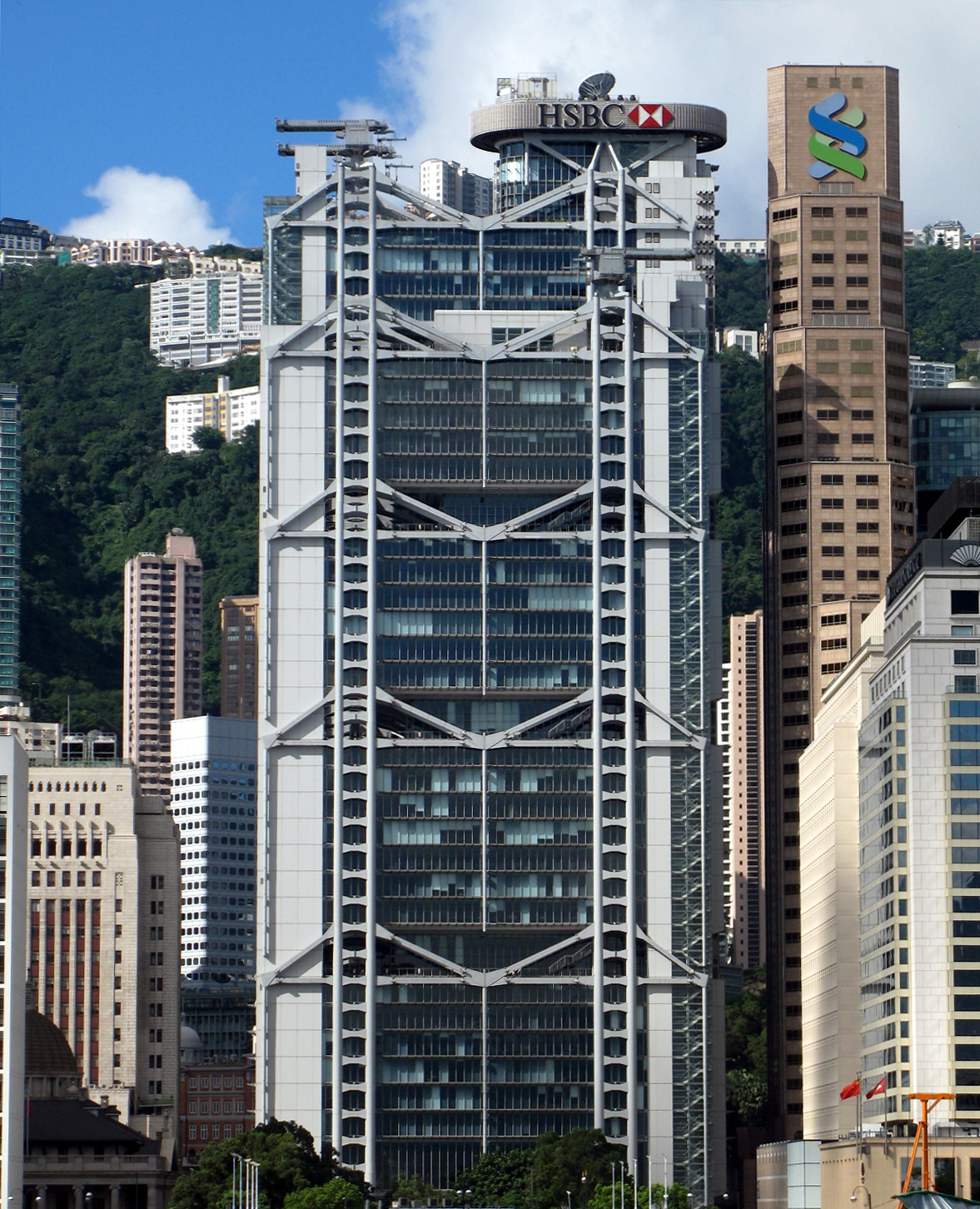
Immeuble HSBC de Hong Kong.

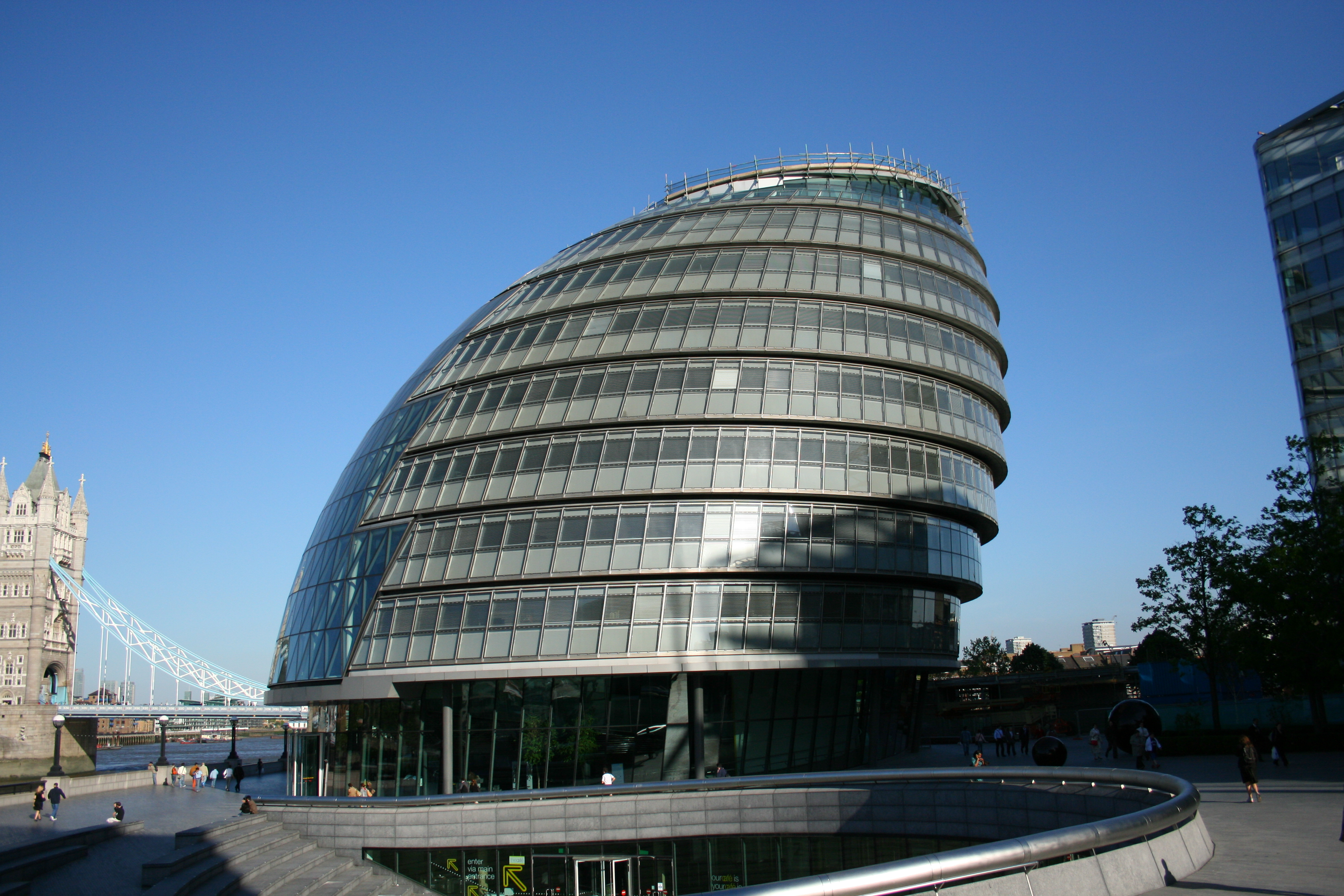
Hôtel de ville de Londres.

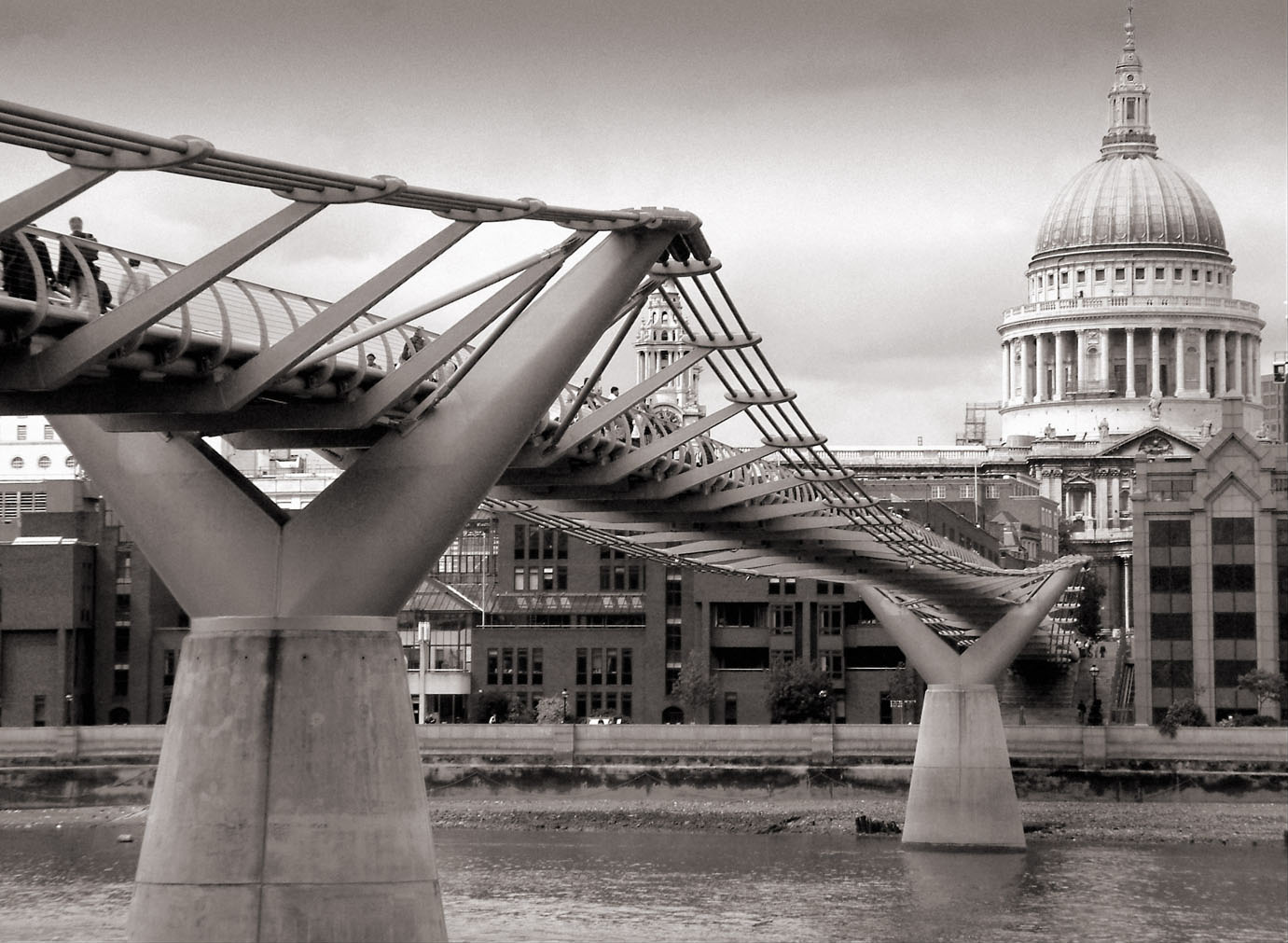
Millenium Bridge, Londres.

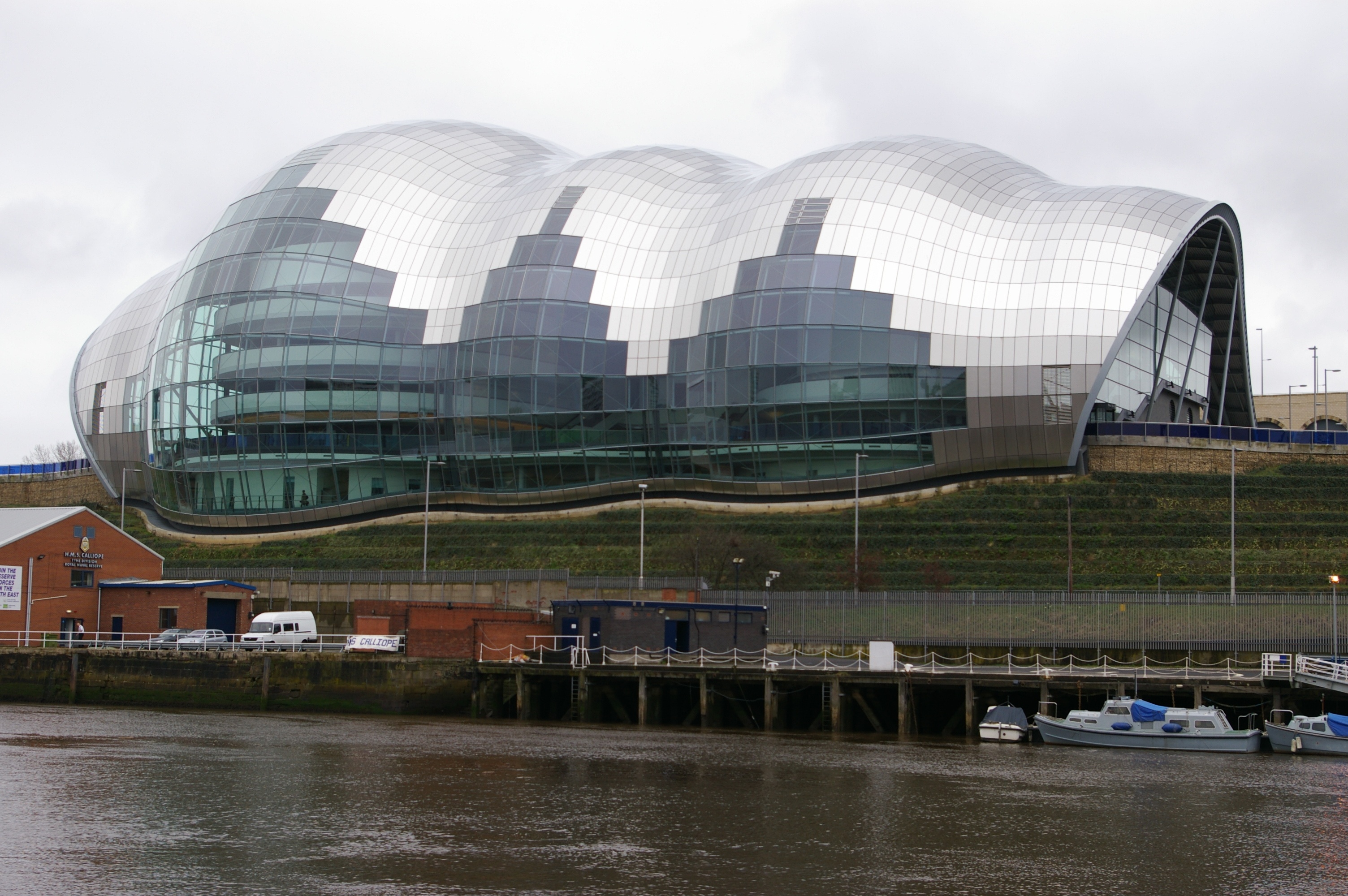
The Sage Gateshead, Gateshead.

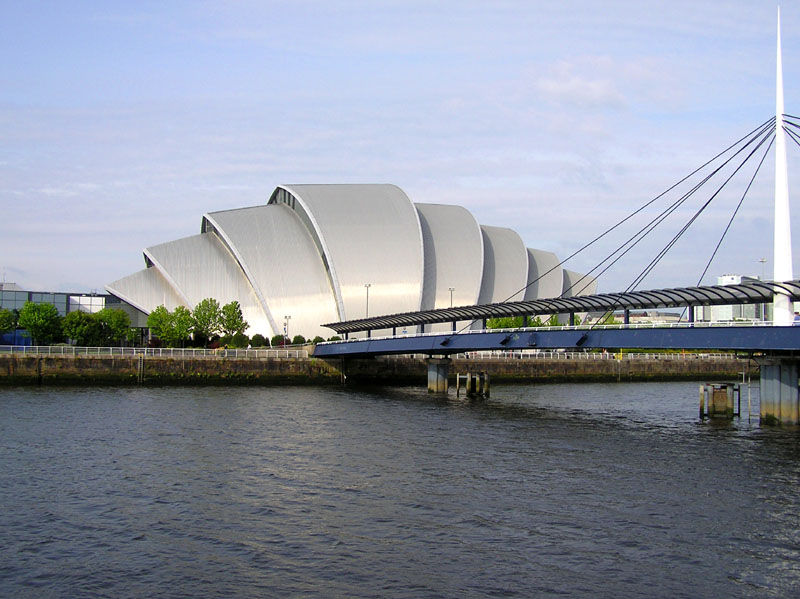
Clyde Auditorium, Glasgow.

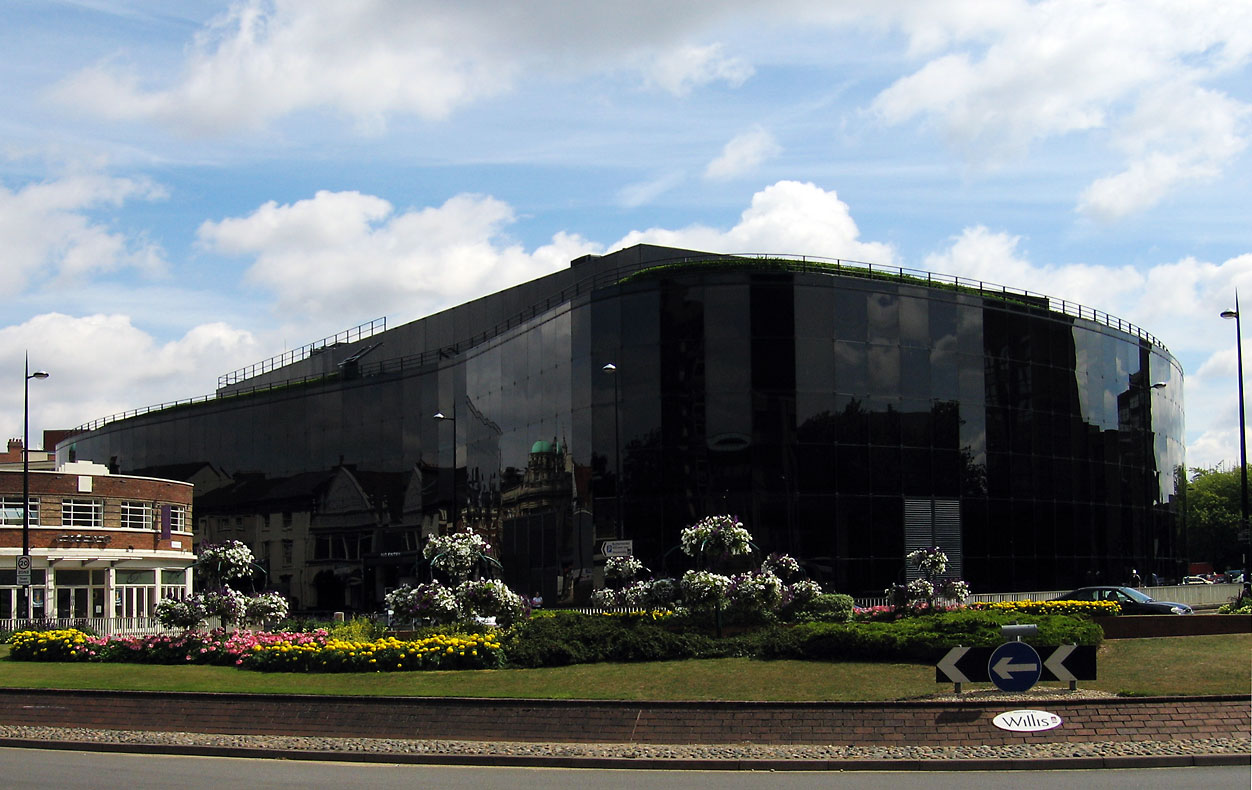
Siège social de Willis Faber and Dumas, Ipswich.

Norman Foster, baron Foster of Thames Bank, né le 1er juin 1935 à Reddish, district métropolitain de Stockport, Grand Manchester est un architecte britannique, parmi les plus primés au monde. Émule de Buckminster Fuller, Foster est l'un des principaux représentants de l'architecture high-tech avec, entre autres, Richard Rogers.

## Biographie
Norman Foster quitte l'école à l'âge de 16 ans pour entrer dans la vie active, puis effectuer son service militaire dans la Royal Air Force. Il suit des cours d'architecture et d'urbanisme à l'université de Manchester, tout en travaillant pour financer ses études jusqu'à l'obtention de son diplôme en 1961. Une bourse lui est décernée, qui lui permet de se rendre aux États-Unis où il obtient l'année suivante un master's degree en architecture à l'Université Yale. Foster se lie d'amitié avec Richard Rogers et profite de son séjour en Amérique du Nord pour visiter les œuvres de l'architecte Frank Lloyd Wright. En 1963, il fonde avec Rogers le cabinet Team 4, en compagnie de leurs épouses respectives, Wendy Cheesman Foster et Su Rogers. Le projet des usines Reliance, situées à Swindon, leur permet de poser les bases de l'architecture dite « High-tech », qui sera par la suite la marque de fabrique de Foster et Rogers.
1967 marque la séparation de Team 4, Rogers travaille alors avec Renzo Piano, tandis que Foster monte avec son épouse le cabinet Foster Associates, depuis rebaptisé Foster + Partners. Il élabore lui-même les plans de ce premier cabinet situé à Londres en 1972, puis d'un deuxième en 1981. À partir de 1968 Foster assiste l'architecte visionnaire Richard Buckminster Fuller dans ses travaux théoriques, dont le projet d'Autonomous House.
Dans les années 2010, le cabinet Foster and Partners compte plus de 500 collaborateurs et employés, des agences à Londres, Berlin et Hong Kong, et traite plusieurs dizaines de projets importants par an. Le cabinet réalise également du mobilier signé et des projets d'aménagement et de décoration intérieure. En 2007, il participe avec Philippe Starck aux projets de Virgin Galactic, la compagnie du Virgin Group de Richard Branson spécialisée dans les vols sub-orbitaux. En septembre 2007, son agence dévoile les plans pour le premier spaceport touristique du monde. D'une manière générale, Norman Foster supervise les projets et guide ses équipes, mais compte tenu de son âge et de la taille de l'entreprise, il ne peut plus s'investir personnellement dans les détails de chaque bâtiment.

## Récompenses et distinctions
Norman Foster jouit d'une renommée mondiale et a remporté plus de 300 récompenses et prix d'excellence à travers le monde, et plus de 60 victoires aux concours nationaux et internationaux. À titre d'exemple, il reçoit la médaille d'or du RIBA (Royal Institute of British Architects) en 1983, la médaille d'or de l'Académie française d'architecture en 1991 et la médaille d'or de l'Institut des architectes américains en 1994. Enfin, en 1999, le Prix Pritzker, qui récompense les plus grands créateurs, lui est décerné. Très impliqué dans le monde architectural londonien, Norman Foster est membre du Royal College of Art, du Royal Institute of British Architects (RIBA), de l'Architecture Foundation of London et vice-président de l'Architectural Association de Londres.
En 1990, il est fait chevalier, puis décoré de l'ordre du Mérite en 1997, et enfin créé pair du Royaume-Uni, avec le titre de baron Foster of Thames Bank, of Reddish in the County of Greater Manchester en 1999.
En 1994, il est élu membre de l'Académie des arts de Berlin.
En 2013, pour célébrer les 20 ans de son Musée d'Art Contemporain, le Carré d'Art de Nîmes, Norman Foster a accepté, pour la toute première fois, d'être commissaire d'une exposition consacrée à l'art contemporain. L'architecte a donc sélectionné près d'une centaine d’œuvres qui ont été exposées dès le 2 mai 2013 dans le fameux bâtiment de verre nîmois, qu'il avait conçu 20 ans auparavant.
Norman Foster a conçu un grand nombre de gratte-ciel et il est en 2014 le seul architecte à avoir remporté deux Emporis Skyscraper Award, récompensant le gratte-ciel le plus remarquable de l'année, pour le 30 St Mary Axe de Londres et la Hearst Tower de New York.

## Principales réalisations

### Projets réalisés

#### Années 1970
- 1974 : Siège social de Willis Faber and Dumas, Ipswich ( Royaume-Uni) (édifice classé)
- 1978 : Sainsbury Centre for Visual Arts (en), Norwich ( Royaume-Uni)

#### Années 1980
- 1982 : Dépôt central de Renault, Swindon ( Royaume-Uni)
- 1985 : BBC Radio Centre Londres ( Royaume-Uni)
- 1985 : HSBC Main Building ( Hong Kong)

#### Années 1990
- 1990 : ITN Headquarters, Londres ( Royaume-Uni)
- 1991 : Century tower, Tôkyô ( Japon)
- 1991 : Aéroport de Londres Stansted, Essex ( Royaume-Uni)
- 1992 : Torre de Collserola, Barcelone ( Espagne)
- 1993 : Carré d'art, Nîmes ( France)
- 1993 : Lycée Albert-Camus de Fréjus - ( France)
- 1995 : NTT Broadcasting Centre, Nagano ( Japon)
- 1995 : Faculté de droit, Cambridge ( Royaume-Uni)
- Air Museum, Imperial War Museum, Duxford, Cambridgeshire ( Royaume-Uni)
- 1997 : Centre de Design de la Rhénanie-du-Nord-Westphalie, Essen ( Allemagne)
- 1997 : Siège social de la Commerzbank, Francfort-sur-le-Main ( Allemagne)
- 1998 : Samsung Motors Office and Showroom ( Corée du Sud)
- 1998 : Aéroport international de Hong Kong, Chek Lap Kok ( Hong Kong)
- 1999 : Nouveau parlement allemand, Palais du Reichstag, Berlin ( Allemagne)

#### Années 2000
- 2000 : Millennium Bridge, Londres ( Royaume-Uni)
- 2000 : The Great Court at the British Museum (toit sur la cour intérieure du musée), Londres, ( Royaume-Uni)
- 2000 : Al Faisaliah Center, Riyad, Arabie saoudite
- 2000 : Station de métro La Poterie et viaducs de la ligne A du métro (Pontchaillou, La Poterie et franchissement de la rocade) à Rennes ( France)
- 2001 : British Library of Political and Economic Science, London School of Economics, Londres ( Royaume-Uni)
- 2001 : Musée de Préhistoire des gorges du Verdon, ( France)
- 2002 : Hôtel de ville de Londres (London City Hall, siège de l'autorité du Grand Londres), Londres  Royaume-Uni
- 2002 : Her Majesty's Treasury Redevelopment, Whitehall, Londres ( Royaume-Uni)
- 2002 : Music Centre, Gateshead  Royaume-Uni
- 2002 : 8 Canada Square (siège de la société HSBC), Londres ( Royaume-Uni)
- 2003 : Chesa Futura, Saint-Moritz ( Suisse)
- 2003 : Metropolitan Office Building, Varsovie (Pologne)
- 2004 : Mclaren Technology Center, Woking ( Royaume-Uni)
- 2004 : New Supreme Court (Cour Suprême), Singapour ( Singapour)
- 2004 : 30 St Mary Axe ou cornichon geant, Londres ( Royaume-Uni), a reçu l'Emporis Skyscraper Award 2003
- 2004 : Viaduc de Millau, Midi-Pyrénées ( France)
- 2005 : L'Hotel Repulse Bay, Hong Kong, Chine
- 2005 : Bibliothèque de l'Université libre de Berlin, Berlin ( Allemagne)
- 2005 : Deutsche Bank Place, Sydney ( Australie)
- 2006 : Hearst Tower, New York ( États-Unis), a reçu l'Emporis Skyscraper Award 2006
- 2006 : Palace of Peace and Reconciliation, Astana ( Kazakhstan)
- 2006 : New Supreme Court Building ( Singapour)
- 2007 : Zénith de Saint-Étienne, Saint-Étienne ( France)
- 2007 : Willis Building (Londres), Londres, ( Royaume-Uni)
- 2007 : Lumiere at Regent Place, Sydney, ( Australie)
- 2008 : Tour Caja Madrid, Madrid ( Espagne)
- 2008 : Dolder Grand Hôtel, Zurich ( Suisse)
- 2008 : La maison des éléphants, Zoo de Copenhague ( Danemark)

#### Années 2010
- 2010 : Khan Shatyr, Astana ( Kazakhstan)
- 2010 : Shangri-la Hotel, New York ( États-Unis)
- 2010 : AnfaPlace living resort, Casablanca ( Maroc)
- 2010 : The Index, Dubaï, ( Émirats arabes unis)
- 2011 :  McLaren Production Centre, Woking ( Royaume-Uni)
- 2011 : Projet de rénovation et d'agrandissement du Camp Nou, Barcelone ( Espagne)
- 2011 : Jameson House, Vancouver  ( Canada)
- 2011 : Russia Tower, Moscou ( Russie)
- 2012 : The Bow, Calgary ( Canada)
- 2012 : AnfaPlace Mall, Casablanca ( Maroc)
- 2012 : Immeuble de bureaux, La Garenne-Colombes ( France)
- 2013 : Réaménagement et réorganisation du Vieux-Port, Marseille ( France)
- 2014 : Immeuble de logements "La Porte Romaine", Nîmes ( France)
- 2014 : World Trade Center Abu Dhabi - The Residences, Abou Dabi, ( Émirats arabes unis)
- 2015 : Saqqara Residences, San Pedro Garza Garcia, ( Mexique)
- 2015 : Ilham Tower, Kuala Lumpur, ( Malaisie)
- 2015 : agrandissement Château Margaux[4],Margaux ( France)
- 2017 : Apple Park, Cupertino ( États-Unis)
- 2018 : Comcast Technology Center, Philadelphie, ( États-Unis)

#### Années 2020
- 2021 : Musée régional de la Narbonne antique (Narbo Via), Narbonne ( France)
- 2022 : Salesforce Tower, Sydney  (Australie)

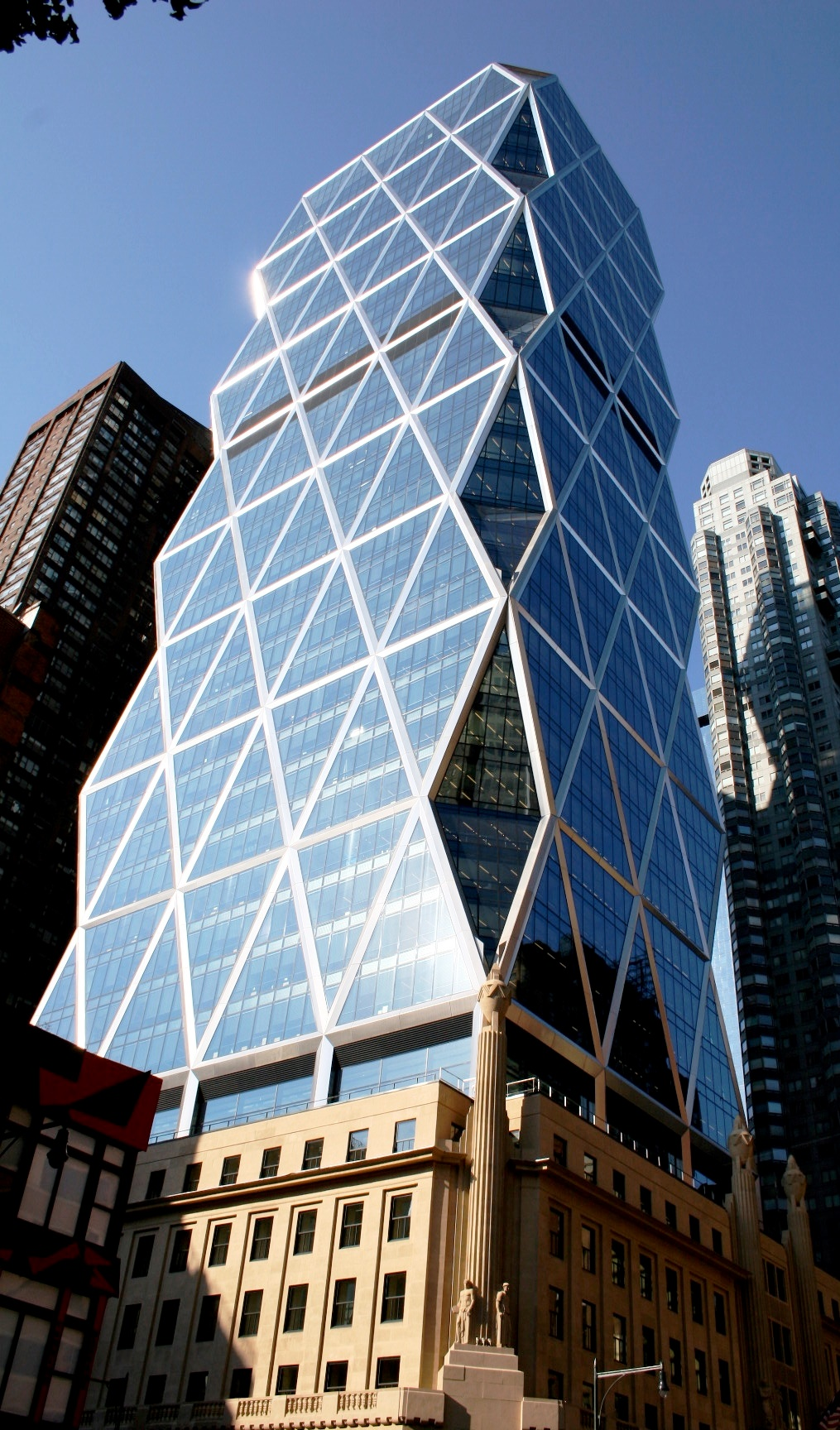
Hearst Tower de New York
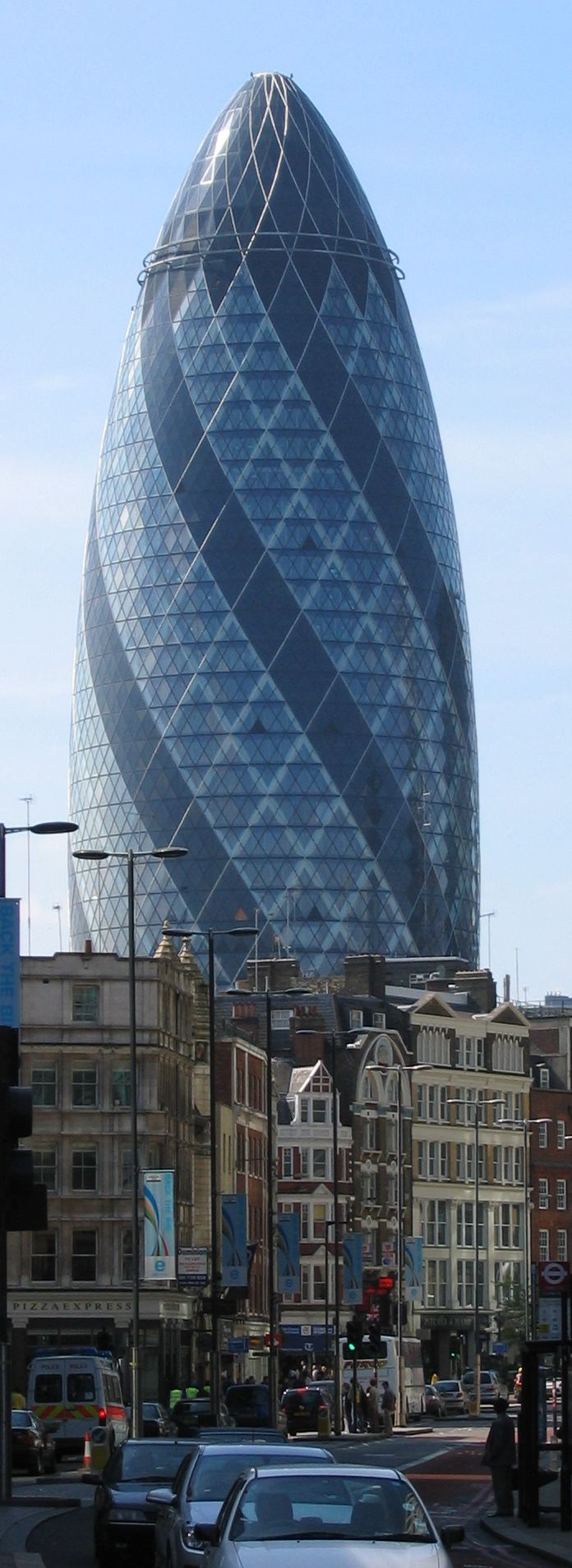
30 St Mary Axe
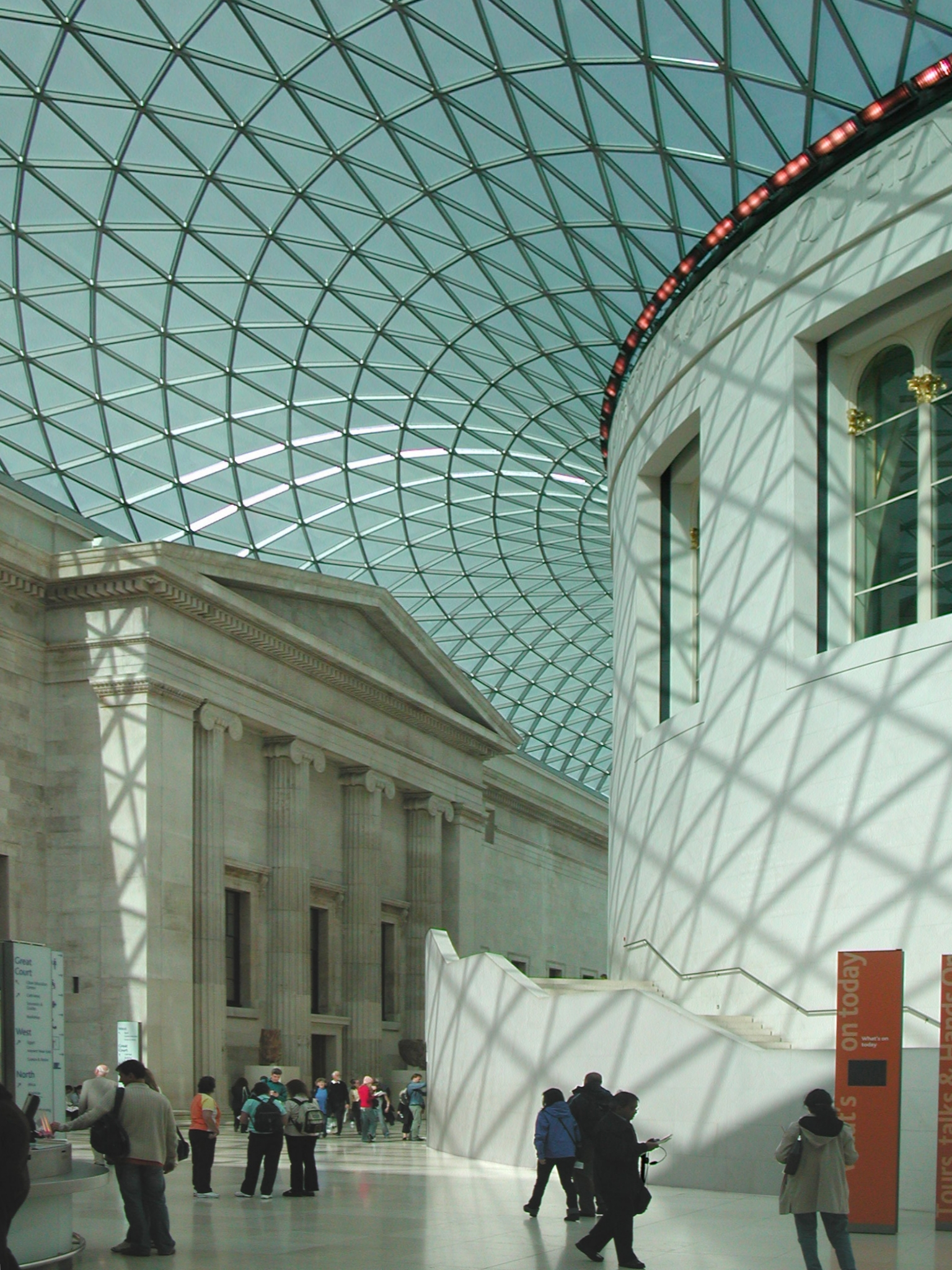
British Museum de Londres
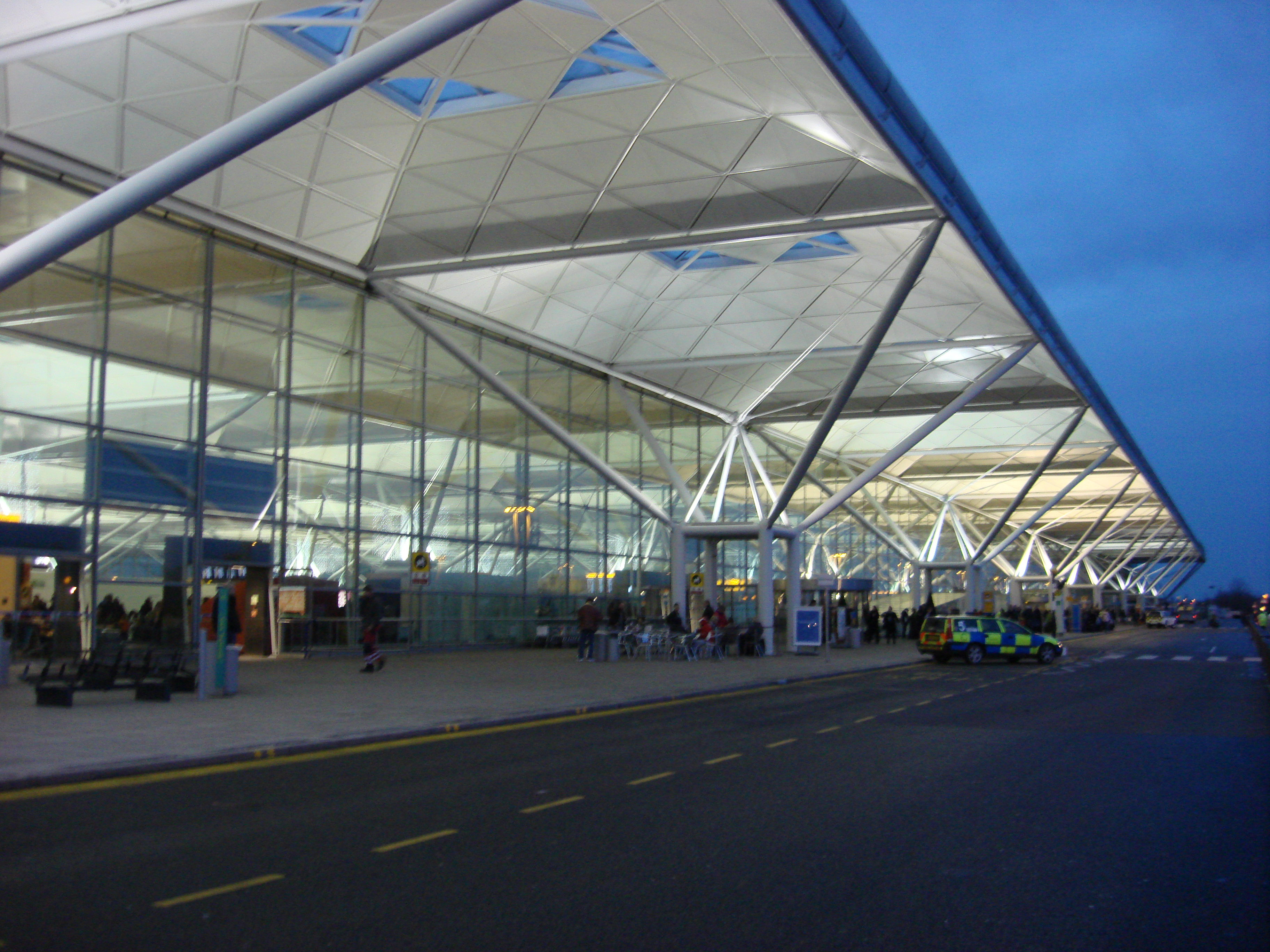
Aéroport de Londres Stansted

### Projets en cours
- Millennium Tower ( Japon)
- Crystal Island, Moscou ( Russie)
- Musée national Zayed, Abou Dabi ( Émirats arabes unis)
- Tours Hermitage, La Défense ( France)
- Yacht Club de Monaco ( Monaco)
- Nouvel aéroport international "Maya" de Mexico (2020)
- Réaménagement de l'Aéroport Marseille Provence , Marignane ( France) (2027)